# Формула 1 — сезона 2000
51. сезона Формуле 1 је одржана 2000. године од 12. марта до 22. октобра. Вожено је 17 трка. Михаел Шумахер је освојио свој трећи наслов светског првака, први за Ферари након 21 године. Шумахер је освојио наслов на претпоследњој трци сезоне, на ВН Јапана. Ферари је успешно одбранио конструкторску титулу освојену претходне сезоне.